# 欧贝维尔拉康帕涅
欧贝维尔拉康帕涅（法語：Auberville-la-Campagne，法語發音：[obɛʁvil la kɑ̃paɲ]）是法国滨海塞纳省的一个旧市镇，属于勒阿弗尔区。2016年1月1日，欧贝维尔拉康帕涅与临近的3个市镇合并为新市镇塞纳河畔热罗姆港。

## 地理
欧贝维尔拉康帕涅（49°31'59"N, 0°36'2"E）面积4.78 平方千米，位于法国诺曼底大区滨海塞纳省，该省份为法国北部沿海省份，其西部及北部濒大西洋英吉利海峡，东起顺时针与索姆省、瓦兹省、厄尔省和卡爾瓦多斯省接壤。
与欧贝维尔拉康帕涅接壤的市镇（或旧市镇、城区）包括：格朗康、兰托、图夫勒维尔-拉卡布勒。
欧贝维尔拉康帕涅的时区为UTC+01:00、UTC+02:00（夏令时）。

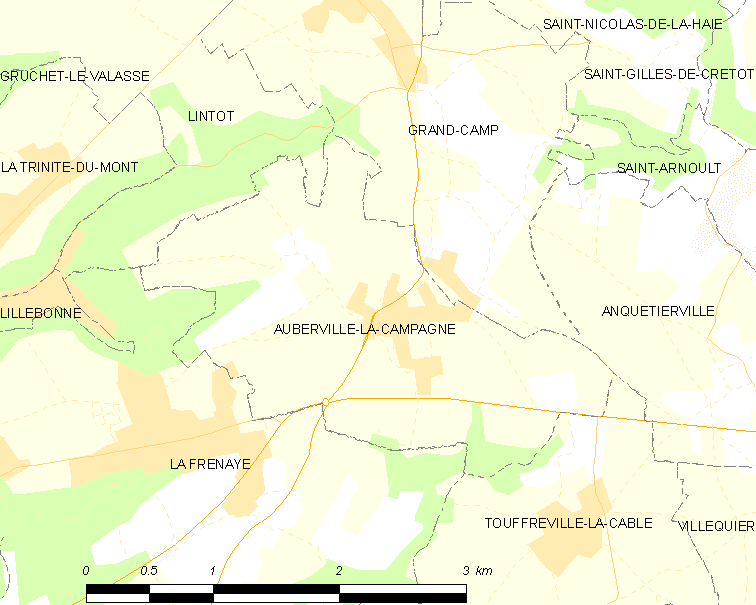
欧贝维尔拉康帕涅的OSM定位图

## 行政
欧贝维尔拉康帕涅的邮政编码为76170，INSEE市镇编码为76031。

## 政治
欧贝维尔拉康帕涅所属的省级选区为塞纳河畔热罗姆港县。

## 人口

1962-2008年间欧贝维尔拉康帕涅人口变化图示

欧贝维尔拉康帕涅于2018年1月1日时的人口数量为642人。